# Philippe Bugalski
Philippe Bugalski, (12 de junio de 1963 - 10 de agosto de 2012) fue un piloto de rally francés que compitió en el Campeonato del Mundo de Rally con el equipo Citroën consiguiendo dos victorias. Se proclamó campeón de Francia de rally en 1998, 1999 y 2000. Como piloto de test, colaboró en el desarrollo del Citroën Xsara WRC y el C4 WRC. Falleció el 10 de agosto de 2012 como consecuencia de las heridas sufridas al caer de un árbol.

## Resultados

### Victorias WRC
| # | Año  | Rally            | Copiloto           | Automóvil             |
| - | ---- | ---------------- | ------------------ | --------------------- |
| 1 | 1999 | Rally Cataluña   | Jean-Paul Chiaroni | Citroën Xsara Kit Car |
| 2 | 1999 | Rally de Córcega | Jean-Paul Chiaroni | Citroën Xsara Kit Car |

### Resultados completos WRC
| Año  | Equipo              | Automóvil                 | 1       | 2       | 3       | 4       | 5       | 6       | Pos. | Puntos |
| ---- | ------------------- | ------------------------- | ------- | ------- | ------- | ------- | ------- | ------- | ---- | ------ |
| 1984 | Philippe Bugalski   | Volkswagen Golf GTI       | MON Ret |         |         |         |         |         | -    | 0      |
| 1988 | Renault Chartres    | Renault 21 Turbo          | FRA Ret |         |         |         |         |         | -    | 0      |
| 1989 | Philippe Bugalski   | Renault 21 Turbo          | MON Ret |         |         |         |         |         | -    | 0      |
| 1991 | Société Diac        | Renault Clio 16S          | FRA 8   |         |         |         |         |         | 50   | 3      |
| 1992 | Jolly Club          | Lancia Delta HF Integrale | MON 5   |         |         |         |         |         | 13º  | 22     |
| 1992 | Martini Racing      | Lancia Delta HF Integrale |         | FRA 3   | FIN 9   |         |         |         | 13º  | 22     |
| 1994 | Société Diac        | Renault Clio Williams     | FRA Ret |         |         |         |         |         | -    | 0      |
| 1995 | Société Diac        | Renault Clio Maxi         | MON Ret | FRA 9   |         |         |         |         | 28º  | 2      |
| 1997 | Société Diac        | Renault Mégane Maxi       | FRA 6   |         |         |         |         |         | 30º  | 1      |
| 1998 | Automobiles Citroën | Citroën Xsara Kit Car     | ESP 5   | FRA Ret | ITA Ret |         |         |         | 17º  | 2      |
| 1999 | Automobiles Citroën | Citroën Xsara Kit Car     | MON Ret | ESP 1   | FRA 1   | ITA Ret |         |         | 7º   | 20     |
| 2000 | Automobiles Citroën | Citroën Saxo Kit Car      | GRE 16  | FRA 16  | ITA Ret |         |         |         | -    | 0      |
| 2001 | Automobiles Citroën | Citroën Saxo Kit Car      | MON 14  | POR Ret |         |         |         |         | 21º  | 1      |
| 2001 | Automobiles Citroën | Citroën Xsara WRC         |         |         | ESP 8   | GRE 6   | ITA Ret | FRA Ret | 21º  | 1      |
| 2002 | Automobiles Citroën | Citroën Xsara WRC         | MON Ret |         | ESP 3   | GER NF  |         |         | 11º  | 7      |
| 2002 | Piedrafita Sport    | Citroën Xsara WRC         |         | FRA 4   |         |         | ITA Ret |         | 11º  | 7      |
| 2003 | Citroën Total       | Citroën Xsara WRC         | GER Ret | ITA 8   | FRA 9   | ESP 10  |         |         | 23º  | 1      |

- Referencias[2]